# Municipio de Wheatland (condado de Hillsdale)
El municipio de Wheatland (en inglés: Wheatland Township) es un municipio ubicado en el condado de Hillsdale en el estado estadounidense de Míchigan. En el año 2010 tenía una población de 1351 habitantes y una densidad poblacional de 14,62 personas por km².

## Geografía
El municipio de Wheatland se encuentra ubicado en las coordenadas 41°56′34″N 84°24′50″O / 41.94278, -84.41389. Según la Oficina del Censo de los Estados Unidos, el municipio tiene una superficie total de 92.41 km², de la cual 92,34 km² corresponden a tierra firme y (0,08 %) 0,08 km² es agua.

## Demografía
Según el censo de 2010, había 1351 personas residiendo en el municipio de Wheatland. La densidad de población era de 14,62 hab./km². De los 1351 habitantes, el municipio de Wheatland estaba compuesto por el 97,11 % blancos, el 0,07 % eran afroamericanos, el 0,3 % eran amerindios, el 0,15 % eran asiáticos, el 0,59 % eran de otras razas y el 1,78 % eran de una mezcla de razas. Del total de la población el 3,4 % eran hispanos o latinos de cualquier raza.